# TV3 (Cataluña)
TV3 es un canal de televisión español en abierto que emite para la comunidad autónoma de Cataluña. Se trata del principal canal de Televisión de Cataluña, parte de la radiodifusora pública CCMA (en catalán, Corporació Catalana de Mitjans Audiovisuals). Es el segundo canal autonómico instaurado en España tras ETB1 de Euskal Telebista, y el primero en emitir toda su programación exclusivamente en catalán.
Fundada por Alfons Quintà y Lluís Prenafeta, su primera emisión en pruebas tuvo lugar el 10 de septiembre de 1983, aunque la programación no comenzó hasta el 16 de enero de 1984. Desde entonces ha contado con una programación generalista para todos los públicos, que se ha caracterizado por una apuesta por la producción propia y el desarrollo de la cultura y lengua catalanas. Actualmente, TV3 es el canal de televisión con más espectadores en Cataluña; fue líder de audiencia desde 1997 hasta 2003, y de nuevo a partir de 2010.
La cobertura de TV3 está en principio delimitada para Cataluña, aunque también puede sintonizarse en otros puntos a través de acuerdos con otras administraciones, como Andorra o el departamento de Pirineos Orientales (Francia). La Generalidad de Cataluña ha llegado a acuerdos de reciprocidad con las Islas Baleares y Aragón (en la Franja de Aragón) para emitir TV3CAT, la versión internacional del canal. También podía sintonizarse en algunos puntos de la Comunidad Valenciana a través de repetidores gestionados por ACPV, pero la asociación dejó de hacerlo en 2011 tras varias sanciones económicas del gobierno valenciano, que las consideraba ilegales.

## Historia

### Gestación del tercer canal catalán
Durante la Transición de España a la democracia, creció la demanda de medios de comunicación en idiomas cooficiales del Estado. En Cataluña habían surgido medios exclusivamente en catalán como Ràdio 4, de Radio Nacional de España, y los programas de televisión en ese idioma aumentaron con la potenciación del circuito catalán de Televisión Española, producidos por los estudios de San Cugat del Vallés (Barcelona). En ese contexto, comenzaron a surgir peticiones para un canal de televisión que potenciara la lengua y cultura catalanas.
En 1980, los trabajadores del TVE Cataluña presentaron a la dirección del ente público un plan para crear un tercer canal para Cataluña, a través del Informe Miramar. Meses más tarde, se aprobó el Estatuto de la Radio y la Televisión, en el que se establecía la posibilidad de crear un tercer canal. Aunque cada comunidad autónoma contaría con su gestión directa, el canal sería de titularidad estatal, por lo que el monopolio continuaba en manos de TVE. Sin embargo, esta opción no se llevaría nunca a cabo. Por otro lado, el nuevo presidente de la Generalidad de Cataluña, Jordi Pujol, llevó en su programa electoral la creación de un organismo propio de radio y televisión, independiente de la televisión pública nacional.
Finalmente, se decidió crear un organismo independiente de TVE, aunque el proyecto se retrasó por el golpe de Estado de 1981 y la disolución del Parlamento nacional de España en 1982. La Generalidad aprobó la formación de la CCRTV, ente público encargado de los servicios de radio y televisión catalanes, en marzo de 1983. La radio del grupo, Catalunya Ràdio, comenzó sus emisiones el 20 de junio del mismo año. Sin embargo, el proyecto para el tercer canal de televisión fue más difícil de llevar a cabo, ya que la corporación se encontró con la oposición del director general de RTVE, José María Calviño.
La Generalidad de Cataluña adjudicó a la empresa Cast el desarrollo técnico de Televisió de Catalunya, cuyo canal principal recibiría el nombre comercial TV3, en referencia al tercer canal existente en la comunidad. Cast apostó por establecer una red propia de enlaces y repetidores, para no depender de la autorización del Gobierno o de los medios de TVE, por lo que la cobertura fue escasa los primeros meses. El canal se ubicó provisionalmente en un edificio de la calle Numancia de Barcelona, a la espera de que se construyera la sede central de CCRTV en Sant Joan Despí.

### Emisiones en pruebas (1983)

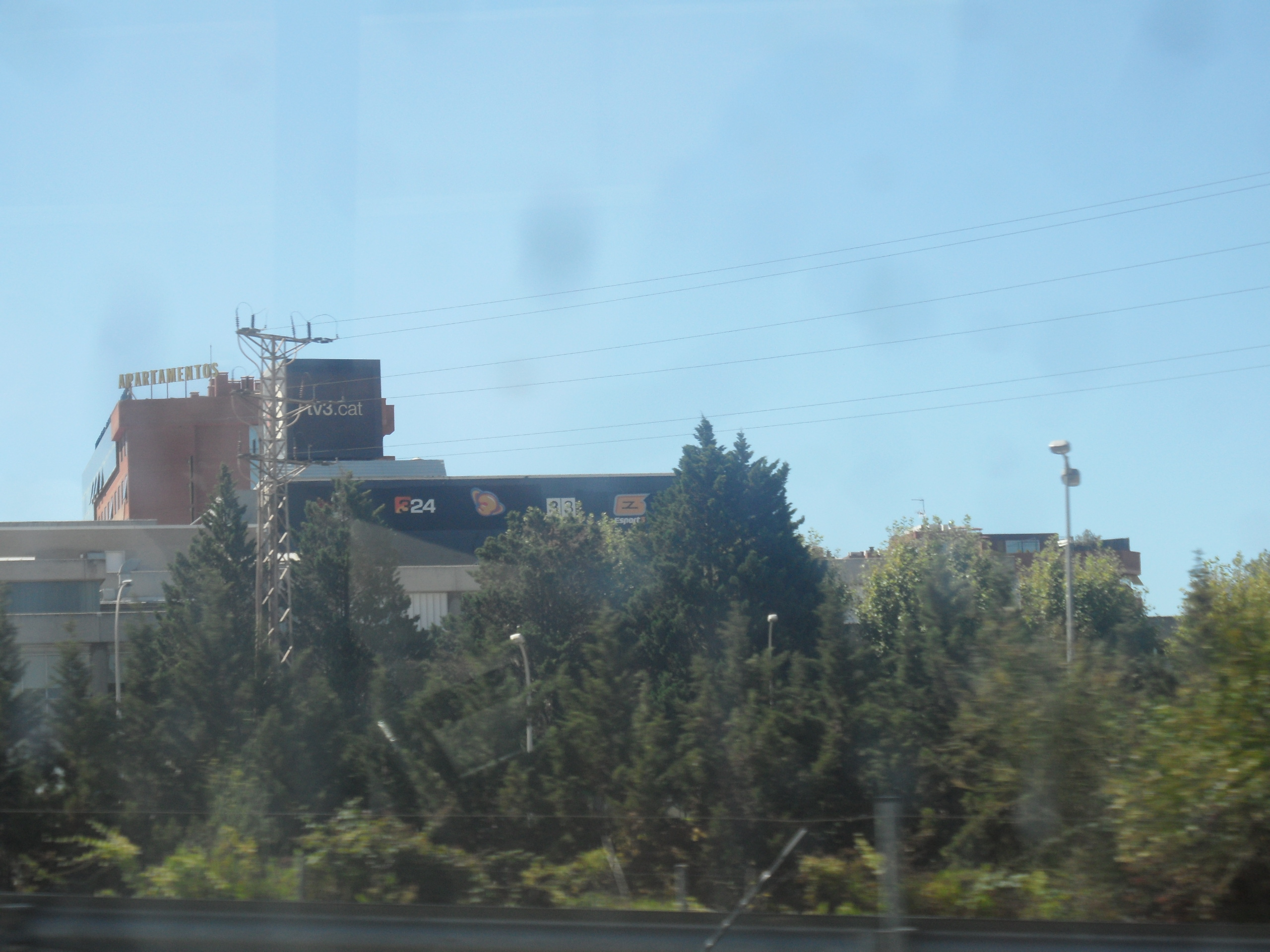
Estudio de TV3 en Sant Joan Despí.

El 23 de abril de 1983, coincidiendo con el día de San Jorge, el gobierno catalán instaló la primera piedra de la sede de TV3 en Sant Joan Despí. Además se hizo una emisión experimental con el logotipo de la Generalidad de Cataluña en la que se daba la bienvenida al futuro servicio y que solo pudo sintonizarse en parte del distrito del Ensanche. Cuatro meses después, en agosto del mismo año, se instaló el centro emisor central en el monte Tibidabo, que daba cobertura a las comarcas del Barcelonés, Bajo Llobregat, El Maresme y Vallés Occidental. En ese tiempo se emitía una carta de ajuste desde las 9:00 hasta las 21:00 horas, a través de la frecuencia 44 del UHF. La dirección de TV3 corría a cargo del periodista Alfons Quintà, que apostó por una programación de competencia con La 1 de TVE, basada en el entretenimiento y la actualidad para llegar al mayor número de espectadores posible. Por su parte, Rosa María Calaf fue la primera directora de programas, aunque dejó el puesto al poco tiempo para volver a TVE. El presidente Jordi Pujol defendió el nacimiento de TV3 como «necesario» para la normalización del catalán.
Las emisiones regulares de TV3 comenzaron a las 15:30 horas del 10 de septiembre de 1983, un día antes de la Diada de Cataluña, y se alargaron hasta la medianoche. De este modo, TV3 fue la segunda cadena autonómica en nacer, después de Euskal Telebista (País Vasco, finales de 1982). Entre sus contenidos más esperados se encontraba el estreno del primer capítulo de la tercera temporada de la serie Dallas, en el que se revelaba quién disparó a J.R., y un partido en directo de la Liga de fútbol entre el FC Barcelona y el Osasuna. El actor Joan Pera fue la primera persona que apareció en la emisión, y el encargado del discurso inaugural que se hizo íntegramente en catalán:
«Señoras y señores, buenas tardes. Amigos, hoy, 10 de septiembre de 1983, Los saludamos por primera vez desde TV3, Televisió de Catalunya. Muchos de nosotros ya sabes que hoy ofreceremos un programa especial, una especie de prólogo. La de hoy es una emisión que nace con la humildad del que comienza, llegamos hasta nosotros con la ilusión que puedes notar en el esfuerzo que lleva este primer contacto, con todos sus errores y aciertos.»
Hasta la puesta en marcha de las emisiones regulares, prevista para enero de 1984, TV3 se esforzó en ampliar su propia estructura de repetidores por todo el territorio catalán, ampliando así su cobertura a las principales ciudades. Por ello, hubo contadas emisiones en pruebas hasta el inicio definitivo. Las siguientes emisiones en pruebas tuvieron lugar el 20 de noviembre, y los días 14, 26 y 31 de diciembre. En ese momento la existencia de TV3 era alegal porque no había una normativa para canales autonómicos, a la espera de que el Gobierno aprobara la Ley del Tercer Canal de Televisión, por la que cada comunidad autónoma debía solicitar la concesión. Dicha ley entró en vigor el 5 de enero de 1984.

### Emisiones regulares y primeros años (1984 a 1986)
TV3 inició sus emisiones regulares el 16 de enero de 1984 a las 20:00 horas, con la emisión de la serie de dibujos animados Pac-Man, la primera edición del informativo Telenotícies y la película Miquel Strogoff. En sus primeros meses, la programación estaba restringida a cuatro horas diarias en el horario estelar. Sin embargo, muchos programas tuvieron buena aceptación entre el público catalán, como el informativo y Àngel Casas Show, presentado por Àngel Casas. Además, nacieron programas como el deportivo Gol a Gol o 30 minuts.
Pese a que las emisiones de TV3 ya eran legales, Televisión Española no mantenía en ese tiempo buenas relaciones con el grupo catalán. Su director general, José María Calviño, estaba en contra del modelo de competencia y entretenimiento elegido por el canal, y sugirió a sus directivos en reiteradas ocasiones que no hicieran una programación generalista. En ese sentido, se negó a que TV3 usara la red de enlaces estatal para el intercambio de imágenes, y vetó su entrada en la Unión Europea de Radiodifusión para los contenidos internacionales. Ante esta situación, TV3 intercambió contenidos con los otros canales autonómicos, Euskal Telebista y Televisión de Galicia, en una alianza que terminó en la creación de la Federación de Organismos de Radio y Televisión Autonómicos en 1986. En otros casos, se recurrió al ingenio. Durante varios años, los corresponsales de TV3 en Madrid se personaban en el aeropuerto de Madrid-Barajas con cintas de video con las noticias del día, y pedían a los viajeros del puente aéreo a Barcelona que se las entregaran a motoristas del canal en el aeropuerto de Barcelona-El Prat.
La programación de TV3 se amplió a la sobremesa el 2 de abril de 1984, con la llegada de magazines, el primer programa infantil, Tevetresa, una edición de tarde de Telenotícies y la primera telenovela estrenada en España, la brasileña La esclava Isaura. El canal ya podía sintonizarse en todo Cataluña, y poco a poco se amplió la cobertura a otras zonas de habla catalana, como las Islas Baleares y los Pirineos Orientales. Un año después, una asociación valenciana de radioaficionados instaló por su cuenta un repetidor en Sueca (Valencia) para ver TV3, que fue precintado por las autoridades locales. En respuesta, la asociación Acció Cultural del País Valencià emitió bonos solidarios para sufragar la instalación de repetidores en las ciudades de la comunidad, llegando de este modo la señal de TV3 a la Comunidad Valenciana en 1985.
Para finales de 1985, la programación era continuada desde la tarde hasta la medianoche, y en ese tiempo predominaron los programas propios, con profesionales como Àngel Casas o Joaquim Maria Puyal en Vostè jutja, y las series extranjeras, en su mayoría de Reino Unido y Estados Unidos. Algunas como Magnum, P.I., protagonizada por Tom Selleck, o la brasileña Dancin' Days fueron líderes en su franja horaria. También se facturaron las primeras series de producción propia, siendo una de las más populares Mecanoscrit del segon origen, basada en la obra original de Manuel de Pedrolo.

### Inauguración de estudios y consolidación (1986 a 1992)
En 1986, TV3 vivió dos sucesos que ayudaron a su consolidación como canal de televisión. Por un lado, se habían inaugurado los estudios centrales en San Juan Despí (Barcelona) bajo la dirección de Joan Granados. Por el otro, las relaciones con Televisión Española mejoraron con la llegada a la dirección de Pilar Miró, que acordó el desbloqueo de la red estatal de enlaces y ayudó al reconocimiento internacional del canal catalán. De este modo, TV3 pudo recurrir a imágenes y contenidos en igualdad de condiciones, mejorando así su programación. En 1987 se introdujo el sonido dual, por el que podían verse las series extranjeras en versión original, y en 1990 se introdujo el teletexto (Teleservei).
El traslado a la nueva sede propició un fuerte aumento de la producción propia, al contar con nuevos estudios y equipamiento. En ese tiempo comenzaron a proliferar obras dramáticas como La Rambla de les Floristes, y programas de entretenimiento como Filiprim, presentado por Josep Maria Bachs. También tenían cabida los programas de servicio público como Aula visual o el informativo para extranjeros International Headlines, que se mantuvieron varios años hasta la creación de un segundo canal alternativo, Canal 33, en 1989. Ese mismo año se introdujeron las desconexiones informativas regionales para las provincias.
La cadena dio a conocer también periodistas y profesionales que terminaron trabajando en cadenas con cobertura estatal, como Jordi Estadella, Àngels Barceló, Mikimoto, Josep Puigbó, Carles Francino, Alfonso Arús o Mari Pau Huguet. En 1987 el trío humorístico La Trinca estrenó el programa de entretenimiento No passa res!, que obtuvo buenos datos de audiencia y logró el Premio Ondas ese mismo año. A raíz del éxito su productora, Gestmusic, realizó otros proyectos para el canal (como Guaita què fan ara! o Amor a primera vista) y se consolidó como una de las más importantes en el panorama audiovisual español. Un año después, la compañía teatral Tricicle estrenó su primera serie, Tres estrelles, que se convirtió en la más vendida a nivel internacional de TV3.
Otro de los puntos más importantes en la consolidación del canal fue el éxito de la programación infantil, patente a finales de los años 1980 con éxitos como Bobobobs, producida por BRB Internacional y que se distribuyó a otros canales de la FORTA. En 1990, TV3 emitió dos series japonesas, Dragon Ball (Bola de Drac) y Dr. Slump, que fueron un éxito de audiencia. En el caso de Bola de Drac, estrenada el 15 de febrero de 1990, la serie fue un auténtico fenómeno social que trascendió al resto de España, y sirvió para que TV3 apostara por la emisión de más anime en sus espacios. A raíz de su éxito, TV3 creó en 1991 su programa infantil más popular, Club Super3, que además de incluir las series se ofrecía como un club de socios para los niños catalanes.
Televisió de Catalunya tuvo un papel destacado en los Juegos Olímpicos de Barcelona 1992, ya que colaboró en las retransmisiones deportivas con Televisión Española. Durante el evento se creó un canal de televisión de gestión conjunta, Canal Olimpic, que emitía en la frecuencia de Canal 33. De este modo, TV3 y TVE normalizaron sus relaciones de forma definitiva, y pasaron a colaborar e intercambiarse contenidos en otros campos.

### TV3 en la década de 1990
La llegada de las televisiones privadas —Antena 3, Telecinco y Canal+— al mercado televisivo español en 1990 mermó las audiencias de TV3, por lo que el canal catalán cambió su programación para adaptarse a la competencia. TV3 reforzó su oferta generalista y se centró en el entretenimiento, actualidad y eventos en directo, por lo que los programas de servicio público y culturales reforzaron la programación de Canal 33. También se modificó la imagen corporativa, con la introducción el 1 de enero de 1993 de un nuevo logotipo. Televisió de Catalunya convocó un concurso público que venció el diseñador catalán Josep María Trías, y la nueva imagen se estrenó con motivo del décimo aniversario del servicio.
En 1992 se realizó por primera vez el telemaratón del canal, La Marató de TV3, que se celebra desde entonces el domingo antes de Navidad. La Marató recauda fondos para la investigación de enfermedades y en él intervienen personalidades de toda España. En la primera edición recaudó más de 1 200 000 euros, y su buena aceptación en ediciones posteriores hizo que TV3 creara una fundación, Fundació La Marató de TV3, encargada de gestionar la recaudación. Otro aspecto importante en la historia de TV3 fue la creación de su canal internacional, TVCi, en septiembre de 1995.
Aunque la llegada de las privadas afectó a TV3, el canal se mantuvo por encima de La 1 en su mercado, consolidándose como la primera televisión pública en Cataluña. Los responsables del canal continuaron apostando por la ficción de producción propia, y en 1994 comenzó la emisión de la primera telenovela catalana, Poblenou, con una estructura similar a series británicas como EastEnders. Su éxito propició la creación de otras novelas como Secrets de família (1995) o Nissaga de poder (1996), que se consolidaron en la franja de tarde del canal. El otro apartado en el que TV3 tuvo éxito fue el entretenimiento, con el estreno en 1994 de Força Barça, conducido por Alfonso Arús, y Tot per l'audiència, presentado por Javier Sardà y en el que participaron Oriol Grau, Andreu Buenafuente y Toni Clapés.
En 1997, TV3 se convirtió en líder de audiencia por primera vez en su historia, y mantuvo esa condición durante los siguientes seis años. Algunas de sus series como la sitcom Plats bruts promediaron un 30 % de share, convirtiéndose en uno de los programas más vistos del canal, y los últimos capítulos de la novela Nissaga de poder superaron el 40 % de cuota. En ese tiempo también tuvieron éxito programas como La cosa nostra (late night de Andreu Buenafuente) y Malalts de tele (presentado por Toni Soler). En este último se emitió el 2 de marzo de 1999 la "entrevista del Milenio", en la que Soler y otros presentadores entrevistaron a Pepe Rubianes durante nueve horas seguidas. En ese momento, la entrevista fue reconocida por el Libro Guinness de los récords como la más larga hasta la fecha que se haya emitido.

### Década de 2000 en adelante

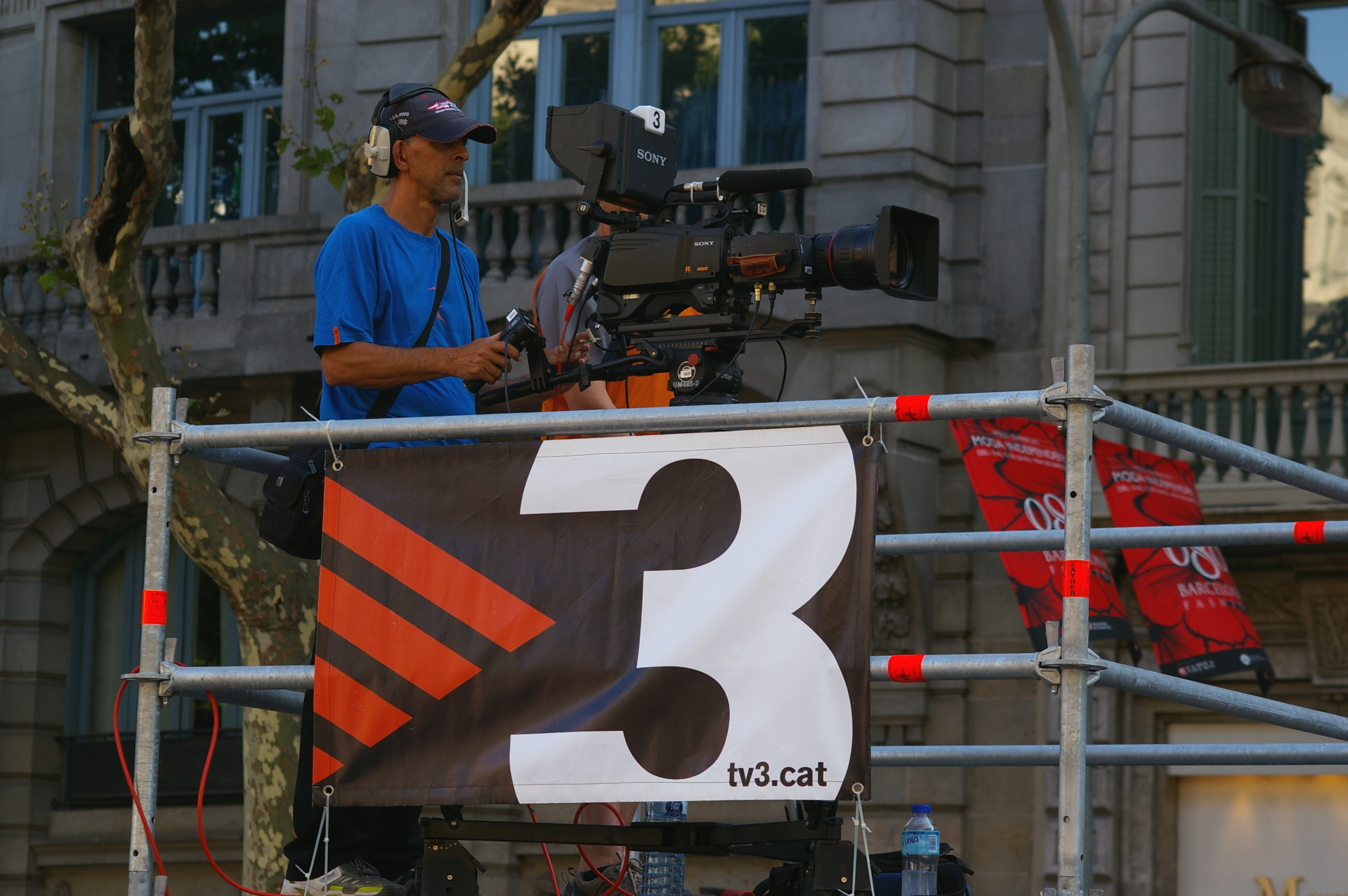
Un cámara de TV3 graba una manifestación.

En la década del 2000, TV3 mantuvo su posición de liderazgo con contenidos como la docuserie Veterinaris, el estreno del magacín de tarde La columna, presentado por Julia Otero, la serie Temps de silenci, el late night Set de Nit y el estreno de la telenovela El cor de la ciutat, que se mantuvo en emisión durante diez años con un total de 1906 capítulos. Algunos de los presentadores de la cadena dieron el salto a la televisión nacional. Andreu Buenafuente fichó por Antena 3 tras los buenos resultados de su programa Una altra cosa, mientras que José Corbacho y Santi Millán también aparecieron en otros canales tras A pèl.
En los siguientes años, TV3 ha introducido novedades en su emisión. En 2002 comenzó a emitir en televisión digital terrestre, mientras que en 2004 abrió en internet el servicio 3alacarta, siendo la primera televisión en España que disponía de un servicio de video bajo demanda en la red. En 2005, TV3 renovó su imagen corporativa a la actual, dando un mayor protagonismo al triángulo y al número "3". En cuanto a la programación, se mantuvo un estilo generalista en un momento que Televisió de Catalunya comenzó a estrenar canales temáticos, como 3/24 (informativos) o Canal 300 (series). El 23 de abril de 2007 se inauguró el canal en alta definición, TV3 HD, y la programación se adaptó al formato panorámico 16:9, proceso que se completó en 2010.
En los últimos años, a pesar de mantenerse como una de las cadenas de referencia en Cataluña con la llegada de programas como Alguna pregunta més?, Els matins, Polònia, Crackòvia o Ventdelplà, TV3 perdió el liderazgo de las audiencias. No obstante, en el año 2009 recuperó la primera posición y ha competido desde entonces contra los canales privados Telecinco y Antena 3.
A raíz del proceso soberanista de Cataluña, TV3 reforzó su liderazgo de audiencia con una mayor presencia de los programas informativos.
El 16 de enero de 2024, en conmemoración de los cuarenta años de emisiones regulares del canal, la señal en alta definición (HD) reemplazó por completo a la señal en definición estándar (SD), emitiendo exclusivamente en HD y adelantándose a la fecha límite del 14 de febrero de 2024 establecida en el Plan Técnico Nacional de la Televisión Digital Terrestre.
También para celebrar el aniversario el 19 de enero del 2024 , se realizó una gala llamada " 40 anys i una nit " presentada por   Albert Om. Participaron un centenar de las caras más populares de la historia de TV3 , como por ejemplo  Joan Pera ,  Carles Francino, Andreu Buenafuente ,  Josep Cuní, o Mari Pau Huguet.

## Programación
La programación de TV3 es generalista, enfocada a todos los públicos y en competencia directa tanto con la televisión pública nacional (La 1 de TVE) como con las cadenas privadas nacionales. Muchas de las series de TV3 son producción propia y entre ellas destacan las telenovelas, como Ventdelplà o La Riera, y las series de ficción. Otros de los espacios con más audiencia del canal son los satíricos, como Polònia, Crackòvia y el programa de zapeo Alguna pregunta més?. Además se emiten concursos, documentales, series extranjeras, programas divulgativos y espacios de servicio público. Los dos mayores éxitos de la ficción catalana en los años 2010 han sido Pulseras rojas y Merlí.
Muchos de los espacios de TV3 hacen un seguimiento de la actualidad de Cataluña y el resto del mundo, con programas informativos y magacines. El informativo televisivo del canal es Telenotícies, cuya primera edición se hizo el 16 de enero de 1984, y en el espacio hay secciones diferenciadas para la información económica (Els diners) y meteorológica (El temps). Junto a los informativos, hay magacines de actualidad como Els Matins, que se emite todas las mañanas de lunes a viernes, o programas deportivos como Esport Club.
El catalán es la lengua vehicular de todos los programas de TV3, por lo que los contenidos en ese idioma tienen preferencia. Sin embargo, hay presencia del español en casos concretos como entrevistas a personalidades no catalanas, que no dominen ese idioma o prefieran no hablarlo, declaraciones, publicidad o situaciones en las que se requiera su uso. Para los programas o películas extranjeras, TV3 cuenta con su propio estudio de doblaje, el Servei Català del Doblatge. En ese sentido, el cine español (normalmente, coproducciones de TV3 con otros grupos) es el único caso en el que se dobla un contenido en español al catalán, por una cuestión de derechos de emisión.

## Otras señales
- TV3 CAT (anteriormente TVC Internacional) es el canal internacional de TV3, cuyas emisiones comenzaron el 10 de septiembre de 1995. Su objetivo es acercar la televisión y cultura catalanas al exterior. Su programación se basa en contenidos de producción propia de todos los canales de Televisió de Catalunya, así como películas coproducidas por ellos.[50] Este canal se recibe por TDT en Islas Baleares tras el acuerdo de reciprocidad entre ambos territorios.

## Instalaciones
La sede de Televisió de Catalunya se encuentra en San Juan Despí (provincia de Barcelona). Está distribuida en varios edificios donde se encuentran los despachos de cada canal, los centros de servicios y control, el centro de producción de audiovisuales y el centro de producción de los servicios informativos. Cuando fueron inaugurados el 23 de abril de 1986 contaban con más de 30 000 metros cuadrados de superficie construida, aunque en los siguientes años se ha ampliado.
TV3 cuenta con una redacción central en Barcelona y cuatro centros de producción repartidos en Gerona, Lérida, Tarragona y Viella. Además, posee delegaciones en Madrid, Bilbao, Perpiñán, Palma de Mallorca, Valencia, y cuenta con corresponsalías en Andorra la Vieja, Bruselas, París, Londres, Washington D. C., Jerusalén y Pekín.

## Imagen corporativa
El actual logotipo de TV3 data de 2005, y es una adaptación del logo de 1993 realizada por el estudio de diseño gráfico francés Gedeon. En el figura un triángulo que simula un botón de play, y sobre el que están dibujadas las cuatro barras rojas de la señera, bandera de la comunidad autónoma. A la derecha se encuentra el número 3, que hace referencia al tercer canal existente en Cataluña tras La 1 y La 2 de TVE.
A lo largo de su historia, TV3 ha contado con tres logotipos. El primero figuró desde 1983 hasta el 31 de diciembre de 1992, con los siguientes elementos: Dos letras mayúsculas "TV" en color azul con líneas transparentes en la parte superior, y un número 3 formado por la señera. En medio del logotipo, figura la inscripción de la empresa. El segundo diseño se implementó el 1 de enero de 1993, e introducía el triángulo con la señera, en un diseño creado por Josep María Trias. Dentro de un cuadrado amarillo, figuraba en la parte superior "TV" con tipografía Futura, mientras que en la inferior se encontraba el triángulo con el número 3 a la derecha, usado como mosca. La imagen actual se introdujo el 9 de mayo de 2005, y sirvió también para aglutinar todos los productos de Televisió de Catalunya bajo esa marca.
Históricamente, la mosca de TV3 ha sido siempre el triángulo rojo con el número 3 a la derecha. Sin embargo, no introdujo ese diseño hasta 1993. Anteriormente, la mosca de TV3 era el nombre del canal en color amarillo, por la imposibilidad de adoptar el primer logotipo en las emisiones. Desde 1993 el logo en emisión fue un triángulo rojo con un 3 de color amarillo, hasta que en 2005 el número pasó a ser blanco y algo más grande.

Primer logo de TV3 (1983).
Variante del logotipo para la señal en Alta Definición.

## Críticas
En diversas ocasiones, los sindicatos de periodistas han denunciado los llamados «bloques electorales» impuestos por la Junta Electoral Central. En opinión del consejo de informativos de las televisiones públicas (TV3, TVE y betevé) no cumplen los principios de imparcialidad, pluralismo y neutralidad. Durante la campaña electoral, algunos periodistas llevan una chapa en la que pone Fora Blocs (fuera los bloques electorales).
El presupuesto de la Corporación Catalana de Medios Audiovisuales (CCMA), que incluye a TV3, fue de 307 millones de euros en 2016. Esto ha suscitado críticas por su elevada cifra en comparación al resto de canales autonómicos.

### Proceso soberanista
La labor de TV3 fue muy criticada durante el proceso soberanista de Cataluña. Durante los gobiernos de Carles Puigdemont y Quim Torra, tanto los partidos políticos que no formaban parte del gobierno catalán como el Sindicato de Periodistas de Cataluña han denunciado que la línea editorial del canal favorecía a su juicio las tesis del independentismo catalán, en los servicios informativos y en otros programas vinculados a la actualidad como Polònia o el magacín Tot es mou.
Por su parte, el gobierno catalán se defendió aludiendo a un informe de 2017 del Consejo del Audiovisual de Cataluña, órgano cuyos miembros son elegidos por el Parlamento de Cataluña, en el que se concluía que la cobertura de TV3 era «la más plural» en comparación al resto de canales de cobertura nacional, a los que acusaba de «presentar una visión sesgada de la situación política».
En 2019, la cúpula de CCMA y el director de TV3, Vicent Sanchis, fueron procesados por desobediencia por su papel en el referéndum de independencia de 2017, al permitir la emisión de publicidad institucional cuando la consulta ya había sido prohibida.

## Audiencias
Evolución de la cuota de pantalla mensual según las mediciones de audiencia elaboradas por Kantar Media. Los datos de audiencia se refieren sólo al territorio de Cataluña.
La cadena fue líder de manera consecutiva durante los periodos comprendidos entre 1997 y 2003 y 2010-actualidad.
Las audiencias se han ido degradando con el tiempo tal y como se aprecia en la tabla adjunta. Este fenómeno se ha agudizado en los últimos años hasta llegar a un dato anual históricamente bajo (11,37 % de cuota alcanzado en 2016), ganando el año solamente por cuatro centésimas a Telecinco, todo esto motivado por los problemas presupuestarios de la CCMA, la falta de producción de contenido propio y el aumento de canales a nivel estatal a raíz de la implantación de la televisión digital terrestre y la fundación de La Sexta y Cuatro.
En los siete primeros meses de 2017, pierde el liderazgo en estos meses por primera vez en siete, ocho y nueve años, quedando relegada a la tercera posición, superada por Telecinco y Antena 3. 
Tendencia qué rompió en agosto de ese mismo año, al alcanzar el coliderazgo de la comunidad autónoma con Telecinco. 
En septiembre de 2017, la cadena obtuvo un 12,9 %, superando a la segunda opción en la comunidad. 
En octubre de 2017 la cadena consiguió un 17,3 % de cuota de pantalla, lo que la llevó a obtener su máximo desde marzo de 2007, colocándose a ocho puntos de distancia de La Sexta, que ocupó la segunda plaza. TV3 se vio favorecida por el seguimiento informativo de las consecuencias del referéndum celebrado el 1 de octubre y el éxito de producciones propias como Merlí.
Dos años más tarde, en octubre de 2019, TV3 logró su mejor audiencia en trece años al conseguir un 18,2 % de cuota de la audiencia mensual, colocándose a 6,6 % de distancia de Telecinco, su competidora más cercana. La cadena aprovechó la cobertura informativa de la sentencia en el juicio a los líderes del proceso independentista y las posteriores protestas de rechazo al fallo judicial.
En junio de 2021, Telecinco fue la cadena líder en Cataluña con un 14,4 % de cuota frente a TV3 con un 13,9 %. TV3 perdió el liderazgo por primera vez en julio de 2017 tras 46 meses consecutivos de liderazgo. En julio de 2021, Telecinco se volvió a imponer sobre TV3 con un 15,2 % frente al 12,7 % de la cadena catalana. Desde agosto del mismo año recobró el liderazgo.
Tras tres años consecutivos de liderazgo, La 1 le arrebató esta posición en julio de 2024, pero en agosto del mismo año recobró el liderazgo.
| Año  | Enero  | Febrero | Marzo  | Abril  | Mayo   | Junio  | Julio  | Agosto | Septiembre | Octubre | Noviembre | Diciembre | Media anual |
| ---- | ------ | ------- | ------ | ------ | ------ | ------ | ------ | ------ | ---------- | ------- | --------- | --------- | ----------- |
| 1986 | -      | -       | -      | -      | -      | -      | -      | -      | -          | -       | -         | -         | 31,0 %      |
| 1987 | -      | -       | -      | -      | -      | -      | -      | -      | -          | -       | -         | -         | 34,6 %      |
| 1988 | -      | -       | -      | -      | -      | -      | -      | -      | -          | -       | -         | -         | 33,8 %      |
| 1989 | -      | -       | -      | -      | -      | -      | -      | -      | -          | -       | -         | -         | 29,9 %      |
| 1990 | -      | -       | -      | -      | -      | -      | -      | -      | -          | -       | -         | -         | 26,0 %      |
| 1991 | -      | -       | -      | -      | -      | -      | -      | -      | -          | -       | -         | -         | 21,8 %      |
| 1992 | 23,8 % | 23,4 %  | 22,6 % | 22,7 % | 21,2 % | 22,4 % | 21,5 % | 20,4 % | 21,5 %     | 19,8 %  | 19,5 %    | 18,7 %    | 21,5 %      |
| 1993 | 18,4 % | 17,6 %  | 18,4 % | 19,3 % | 18,3 % | 18,8 % | 19,2 % | 18,8 % | 20,4 %     | 20,7 %  | 20,4 %    | 20,3 %    | 19,2 %      |
| 1994 | 20,1 % | 21,2 %  | 23,0 % | 21,6 % | 22,6 % | 21,1 % | 20,5 % | 22,7 % | 24,0 %     | 25,5 %  | 24,4 %    | 23,2 %    | 22,5 %      |
| 1995 | 21,4 % | 21,2 %  | 21,5 % | 21,3 % | 22,9 % | 22,7 % | 19,8 % | 20,7 % | 21,9 %     | 21,7 %  | 20,7 %    | 20,8 %    | 21,4 %      |
| 1996 | 19,3 % | 19,8 %  | 19,3 % | 20,2 % | 19,8 % | 18,4 % | 16,5 % | 18,4 % | 18,0 %     | 18,8 %  | 19,6 %    | 20,1 %    | 19,1 %      |
| 1997 | 21,4 % | 22,4 %  | 21,9 % | 21,6 % | 22,1 % | 21,5 % | 21,2 % | 22,2 % | 21,1 %     | 22,3 %  | 23,0 %    | 23,0 %    | 22,0 %      |
| 1998 | 23,5 % | 23,1 %  | 24,9 % | 25,7 % | 22,9 % | 20,1 % | 21,8 % | 24,4 % | 23,8 %     | 24,0 %  | 24,2 %    | 23,9 %    | 23,6 %      |
| 1999 | 22,7 % | 23,0 %  | 23,3 % | 22,5 % | 22,8 % | 21,9 % | 19,9 % | 22,6 % | 22,3 %     | 21,3 %  | 21,2 %    | 21,1 %    | 22,1 %      |
| 2000 | 21,0 % | 21,5 %  | 22,1 % | 21,9 % | 20,7 % | 19,5 % | 19,2 % | 21,2 % | 20,6 %     | 22,1 %  | 21,9 %    | 22,5 %    | 21,2 %      |
| 2001 | 22,4 % | 23,0 %  | 22,1 % | 21,2 % | 21,4 % | 20,9 % | 20,9 % | 19,9 % | 20,8 %     | 22,2 %  | 23,2 %    | 23,1 %    | 21,8 %      |
| 2002 | 22 %   | 21,9 %  | 21,0 % | 21,1 % | 22,0 % | 20,4 % | 22,0 % | 21,3 % | 21,9 %     | 20,9 %  | 21,3 %    | 21,0 %    | 21,4 %      |
| 2003 | 21,7 % | 22,0% % | 21,6 % | 21,6 % | 21,3 % | 21,9 % | 20,6 % | 20,3 % | 20,1 %     | 20,5 %  | 20,2 %    | 21,0 %    | 21,1 %      |
| 2004 | 20,3 % | 19,8 %  | 21,1 % | 19,6 % | 19,7 % | 18,7 % | 18,4 % | 18,6 % | 19,9 %     | 19,8 %  | 20,9 %    | 20,9 %    | 19,9 %      |
| 2005 | 20,5 % | 20,6 %  | 20,9 % | 20,0 % | 19,9 % | 18,9 % | 18,2 % | 19,5 % | 19,5 %     | 19,0 %  | 18,9 %    | 18,9 %    | 19,6 %      |
| 2006 | 19,5 % | 19,6 %  | 19,6 % | 17,7 % | 18,7 % | 17,6 % | 18,4 % | 18,3 % | 17,0 %     | 16,9 %  | 17,6 %    | 17,7 %    | 18,2 %      |
| 2007 | 17,2 % | 17,1 %  | 17,6 % | 16,9 % | 16,4 % | 16,2 % | 15,6 % | 14,9 % | 16,2 %     | 17,0 %  | 17,2 %    | 16,6 %    | 16,6 %      |
| 2008 | 15,8 % | 15,2 %  | 15,0 % | 14,6 % | 14,5 % | 13,7 % | 13,5 % | 11,9 % | 14,7 %     | 15,3 %  | 14,6 %    | 15,3 %    | 14,6 %      |
| 2009 | 15,5%  | 14,7 %  | 15,0 % | 14,5 % | 16,6 % | 14,3 % | 12,9 % | 11,8 % | 13,3 %     | 13,9 %  | 14,6 %    | 15,6 %    | 14,5 %      |
| 2010 | 15,4 % | 15,8 %  | 16,3 % | 14,7 % | 15,7 % | 13,7 % | 12,1 % | 11,4 % | 14,0 %     | 15,2 %  | 17,1 %    | 15,4 %    | 14,8 %      |
| 2011 | 14,2 % | 14,5 %  | 15,3 % | 15,8 % | 16,1 % | 13,8 % | 12,4 % | 11,4 % | 13,2 %     | 13,7 %  | 14,6 %    | 13,9 %    | 14,1 %      |
| 2012 | 14,1 % | 14,9 %  | 15,2 % | 14,9 % | 14,7%  | 13,3%  | 13,1%  | 11,8%  | 14,6%      | 15,2 %  | 15,0 %    | 13,9 %    | 14,3 %      |
| 2013 | 13,7 % | 13,9 %  | 13,3 % | 14,3 % | 13,6 % | 13,3 % | 12,7 % | 12,0 % | 13,7 %     | 13,6 %  | 13,7 %    | 13,8 %    | 13,5 %      |
| 2014 | 13,0 % | 11,6 %  | 12,5 % | 12,7 % | 13,6 % | 12,3 % | 11,8 % | 10,2 % | 13,3 %     | 14,2 %  | 12,8 %    | 12,8%     | 12,6 %      |
| 2015 | 12,6 % | 12,7 %  | 12,3 % | 12,4 % | 12,9 % | 13,3 % | 11,7 % | 11,8 % | 12,5 %     | 13,1 %  | 13,1 %    | 12,0 %    | 12,5 %      |
| 2016 | 13,4 % | 13,2 %  | 12,0 % | 12,0 % | 11,9 % | 10,5 % | 10,1 % | 9,4 %  | 11,4 %     | 10,9 %  | 11,3 %    | 10,8 %    | 11,4 %      |
| 2017 | 10,6 % | 10,6 %  | 10,4 % | 9,6 %  | 11,8 % | 11,2 % | 10,1 % | 10,1 % | 13,0 %     | 17,5 %  | 13,9 %    | 13,1 %    | 11,7 %      |
| 2018 | 13,7 % | 14,7 %  | 14,8 % | 15,1 % | 14,8 % | 13,6 % | 13,1 % | 11,1 % | 14,3 %     | 14,3 %  | 13,3 %    | 14,1 %    | 14,0 %      |
| 2019 | 14,5 % | 16,3 %  | 15,1 % | 13,5 % | 14,1 % | 13,9 % | 12,4 % | 10,9 % | 13,4 %     | 18,2 %  | 16,7 %    | 15,0 %    | 14,6 %      |
| 2020 | 15,6 % | 15,0 %  | 16,3 % | 14,5 % | 14,5 % | 13,8 % | 12,9 % | 11,5 % | 14,0 %     | 15,5 %  | 15,0 %    | 14,6 %    | 14,4 %      |
| 2021 | 14,5 % | 15,2 %  | 14,7 % | 14,5 % | 13,9 % | 13,9 % | 12,7 % | 12,4 % | 14,3 %     | 13,2 %  | 13,2 %    | 14,4 %    | 14,0 %      |
| 2022 | 14,2 % | 14,6 %  | 14,9 % | 13,7 % | 13,9 % | 14,6 % | 13,2 % | 13,6 % | 14,4 %     | 14,1 %  | 14,8 %    | 13,3 %    | 14,1 %      |
| 2023 | 15,1 % | 14,2 %  | 14,5 % | 13,6 % | 13,9 % | 14,2 % | 13,9 % | 11,8 % | 13,9 %     | 14,0 %  | 14,5 %    | 13,4 %    | 14,0 %      |
| 2024 | 13,8%  | 14,1%   | 13,2%  | 13,8%  | 15,1%  | 12,9%  | 12,8%  | 12,9%  | 13,6%      | 14,1%   | 14,5%     | 13,6%     | 13,7%       |
| 2025 | 14,0%  | 14,1%   | 14,7%  | 14,5%  | 13,8%  | 14,0%  | 14,4%  |        |            |         |           |           |             |